# Мирослав Максимовић
Мирослав Максимовић (Његошево, 26. мај 1946) српски је песник и есејиста.

## Биографија
Прве две године живота провео је у Његошеву и Цвилину, а од 1948. године станује у Београду (изузев девет година, од 1956. до 1965, кад је живео у Сарајеву, Загребу и Книну). Био је у оснивачкој редакцији листа „Књижевна реч“, у редакцији часописа „Књижевност“, и главни уредник двонедељних новина за културу „Бестселер“.  
Различите послове (менаџерске, пропагандне, уредничке) радио је у Књижевној омладини Србије, Удружењу књижевника Србије, Београдском издавачко-графичком заводу.  
Песме су му превођене и објављиване у различитим антологијама и часописима на енглеском, руском, француском, немачком, италијанском, пољском, чешком, словачком, румунском, белоруском, јерменском, шведском, шпанском, словеначком, македонском језику. У мају 2021. године, амерички издавач Slavica publishers (Indiana University, Bloomington) објавио је, у двојезичном енглеско-српском издању, са цртежима Светлане Ракић, књигу Бол (The Pain). 

## Дела
Књиге песама:
- Спавач под упијачем, 1971.
- Мењачи, 1972.
- Песме, 1978.
- Сећања једног службеника, 1983.
- Сонети о животним радостима и тешкоћама, 1986.
- 55 сонета о животним радостима и тешкоћама, 1991.
- Животињски свет, 1992.
- Небо, 1996.
- Спавач под упијачем, потпуна верзија, 1997
- Београдске песме, 2002.
- Скамењени, 2005.
- 77 сонета о животним радостима и тешкоћама, 2008.
- Цртање стварности, 2012.
- Бол, 2016.
- Вукова азбука по Душану Радовићу, 2022.

Књиге есеја:
- Поред, 1995.
- О књигама и животу, 2001.
- Скривени посао, 2014.
- Велики простор слободе, 2017.
- Лој, новац, реч, 2023.

## Награде
- Млада Струга, 1972.
- Бранкова награда, за књигу Спавач под упијачем, 1972.
- Награда „Милан Ракић”, за књигу Мењачи, 1973.
- Награда „Бранко Миљковић”, за књигу Сонети о животним радостима и тешкоћама, 1987.
- Награда „Драинац”, за књигу Сонети о животним радостима и тешкоћама, 1987.
- Награда „Исидора Секулић”, за књигу 55 сонета о животним радостима и тешкоћама, 1991.
- Награда „Бранко Ћопић”, за књигу Небо, 1996.
- Змајева награда, за књигу Изабране песме, 2000.
- Дучићева награда, за књигу Изабране песме, 2001.
- Дисова награда, за целокупно дело, 2002.
- Награда „Жичка хрисовуља”, за целокупно дело, 2005.
- Награда „Десанка Максимовић”, за целокупно дело, 2008.
- Награда „Заплањски Орфеј”, за песму "Упамтио сам то, II", 2008.
- Награда „Васко Попа”, за књигу 77 сонета о животним радостима и тешкоћама, 2009.
- Награда „Скендер Куленовић”,  за књигу 77 сонета о животним радостима и тешкоћама, 2009.
- Награда „Библиос”, за целокупно дело, 2012.
- Награда „Јелена Балшић”, за целокупно дело, 2017.
- Награда града Београда, за књигу Бол, 2017.
- Награда „Печат времена”, за књигу Бол, 2017.
- Награда „Јефимијин вез”, за књигу Бол, 2017.
- Награда „Петровдански вијенац”, за књигу Бол, 2017.
- Награда „Одзиви Филипу Вишњићу”, за родољубиву поезију, 2018.
- Награда „Грачаничка повеља”, 2019.
- Велика Андрићева награда за животно дело, 2023.